# 郡山信用金庫
郡山信用金庫（こおりやましんようきんこ、英語：KORIYAMA SHINKIN BANK）は、福島県郡山市に本店を置く信用金庫である。
キャッチフレーズは、「あなたのあしたに･･･まごころバンク」を制定している。
福島県内すべての信用金庫では、セブン銀行（片乗り入れ）・イオン銀行と提携しているが、当金庫では新銀行東京にも提携（相互出金提携）している。

## 沿革
- 1924年（大正13年）3月8日 - 産業組合法に基づく、有限責任郡山信用組合を設立する。
- 1943年（昭和18年）7月 - 市街地信用組合法に基づく、郡山信用組合に改組する。
- 1950年（昭和25年）4月 - 中小企業協同組合法に基づき、改組する。
- 1951年（昭和26年）10月 - 信用金庫法に基づき、郡山信用金庫となる。

## totoの払い戻し店
スポーツ振興くじ(toto)当選券の払い戻し店は以下の店舗でのみ取り扱う。
- 本店
- 安積支店
- 大槻支店
- 金屋支店
- 並木支店
- 船引支店